# Ivanivka, Putîvl
Ivanivka (în ucraineană Іванівка) este un sat în comuna Manuhivka din raionul Putîvl, regiunea Sumî, Ucraina.

## Demografie
Componența lingvistică a localității Ivanivka
     Rusă (77,25%)
     Ucraineană (22,75%)
Conform recensământului din 2001, majoritatea populației localității Ivanivka era vorbitoare de rusă (77,25%), existând în minoritate și vorbitori de ucraineană (22,75%).